# Morgan ab Athrwys
Morgan ab Athrwys est roi du Glywysing dans la deuxième moitié du VIIe siècle.

## Biographie
La majeure partie des informations concernant Morgan ab Athrwys provient du Livre de Llandaff (en), un cartulaire compilé à la cathédrale de Llandaff au XIIe siècle. Il documente des donations effectuées par Morgan dans tout le sud-est du pays de Galles, ce qui reflète peut-être l'étendue de son pouvoir, même si la région semble alors divisée entre plusieurs rois et roitelets.
Son patronyme indique qu'il est le fils d'Athrwys ap Meurig. La chronologie de son règne est incertaine : il pourrait lui avoir succédé vers 670, même si son grand-père Meurig ap Tewdrig est encore actif après cette date. Le Livre de Llandaff rapporte qu'il cherche le pardon de l'évêque Oudocée après avoir tué son oncle Ffriog ap Meurig, un incident qui pourrait avoir eu lieu vers 675. Avec sa femme, qui pourrait s'appeler Ricceneth, il a deux fils, Ithael et Gwyddnerth, dont le premier lui succède à sa mort, peut-être survenue vers 710.
Morgan ab Athrwys est parfois considéré comme l'éponyme du Morgannwg, mais c'est plus vraisemblablement à Morgan Hen que ce royaume doit son nom. Le faussaire du XVIIIe siècle Iolo Morganwg l'identifie au héros légendaire Morgan Mwynfawr (« le Généreux »), propriétaire d'un des treize trésors de l'île de Bretagne (en) : un char magique qui emmène instantanément son conducteur à sa destination choisie.